# Религиозные воззрения Уильяма Шекспира

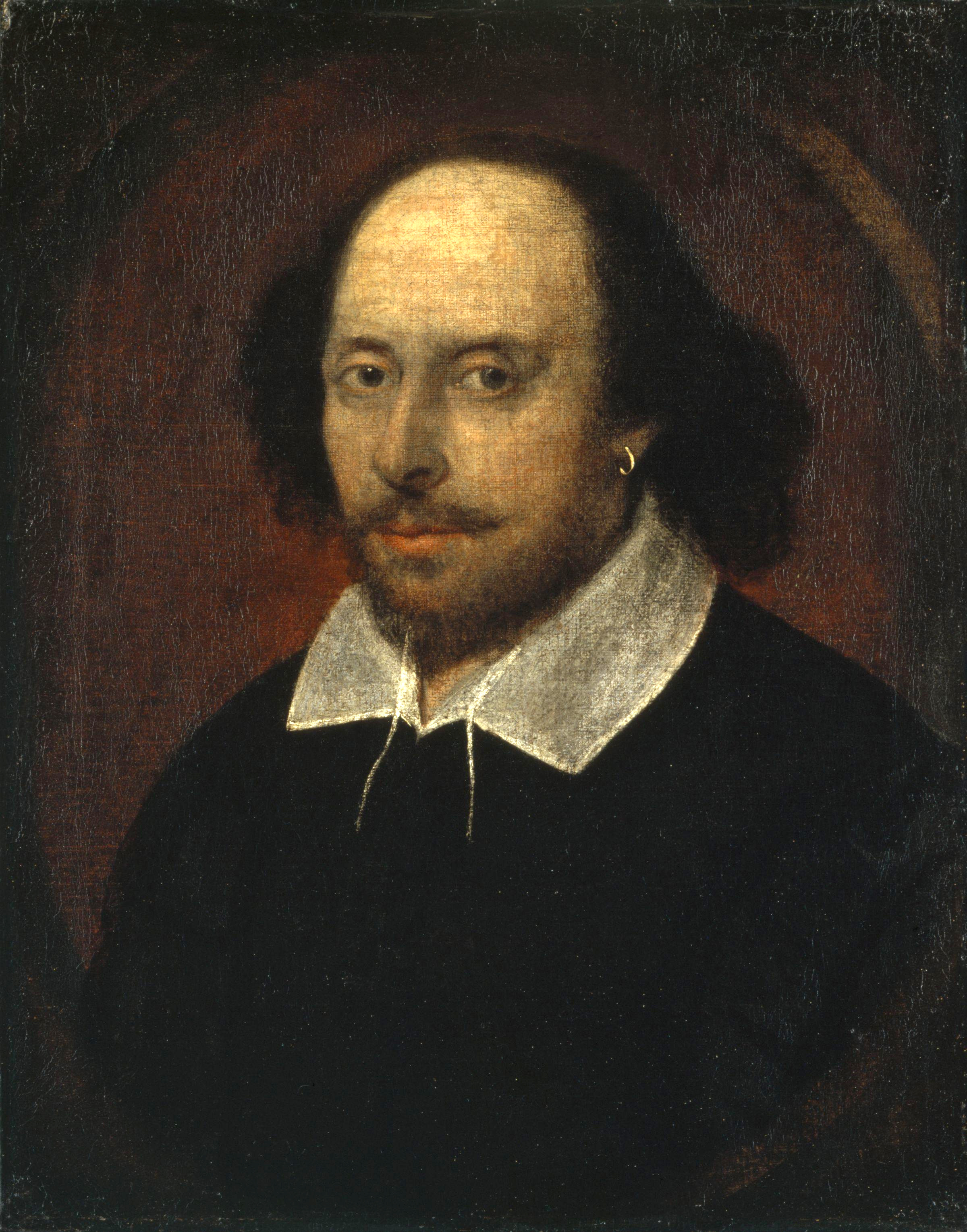
Уильям Шекспир на Чандосовском портрете

Религиозные взгляды Уильяма Шекспира являются темой непрекращающихся научных дискуссий, насчитывающих более 150 лет. Общее представление о религиозной принадлежности Уильяма Шекспира таково, что он был членом англиканской церкви. Однако многие учёные размышляли о его личных религиозных убеждениях, основываясь на анализе исторических свидетельств и его опубликованных работ, утверждая, что семья Шекспира могла симпатизировать католикам и что сам он мог являться тайным католиком.
Число учёных, поддерживающих старую консенсусную версию о том, что Шекспир был членом англиканской церкви, уменьшается.
Знания о религиозных взглядах Шекспира важны для понимания его произведений, в которых исследователи находят множество как протестантских, так и католических аллюзий, а некоторые видят в его пьесах отсылки к современной ему напряжённой религиозной ситуации.

## Известная религиозная принадлежность Шекспира
Шекспир и его ближайшие родственники были членами англиканской церкви. В детские годы Шекспира его отец, Джон Шекспир, был избран на несколько муниципальных должностей, служил олдерменом и достиг пика карьеры, будучи судебным приставом и главным магистратом городского совета. Для этого от него требовалось быть членом церкви и иметь хорошую репутацию, и поэтому он участвовал в закраске католических изображений в часовне Гильдии Святого Креста и демонтаже преграды примерно в 1560-х или 1570-х гг.
Крещение Шекспира и его братьев и сестер было занесено в приходской церковный реестр, равно как и рождение его троих детей, а также захоронения членов семьи. Брата Эдмунда, который последовал за ним в Лондон в качестве актёра и умер там, отпевали в Саутваркском соборе «с утренним звоном большого колокола» («with a forenoone knell of the great bell»), что, по-видимому, было оплачено самим поэтом. Будучи арендодателем приходской десятины в Стратфорде, он являлся мирянином-настоятелем церкви. Шекспир с женой похоронены на хорах церкви, а в северной стене хоров установлен памятник с бюстом поэта.
Шекспир дважды не смог уплатить налоги за приход Святой Елены в Бишопсгейте в Лондоне, где он числится по имени за 1596/7 год, и его нет ни в одном из ежегодных списков жителей округа Клинк (Св. Спасителя), составленных офицерами, собиравшими жетоны, купленные прихожанами для обязательного пасхального причастия. Объяснение этому предлагает историк Уолтер Годфри, считающий, что дефолт драматурга в Бишопсгейте произошел лишь потому, что в конце того же года он переехал в приход Клинк, где налоги собирались землевладельцем (епископом Винчестера), а не должностными лицами прихода. Затем епископ перевёл оставшуюся сумму бывшему приходу Шекспира «ради удобства» (as a matter of convenience).

## Семья Шекспира
В 1559 году, за 5 лет до рождения Шекспира, Елизаветинское постановление (Elizabethan Religious Settlement) окончательно разорвало связь церкви Англии с римской католической церковью. В последующие годы против католиков принимались меры, направленные на усиление английской церкви, и изданные законы запретили проведение не только католической мессы, но и любых обрядов, не указанных в Книге общих молитв. При жизни Шекспира распространённой практикой было тихое сопротивление новым реформам. Ряд исследователей, используя литературные и исторические свидетельства, утверждают, что Шекспир принадлежал к числу таких сопротивляющихся.
Некоторые учёные также полагают, что существуют прямые доказательства того, что несколько членов семьи Шекспира были сопротивлявшимися католиками. Наиболее веским доказательством является трактат о тайном католицизме, подписанный Джоном Шекспиром, отцом поэта. Трактат был найден в XVIII в. на стропилах дома, некогда принадлежавшего отцу Барда, и он был обнаружен и описан уважаемым учёным Эдмондом Мэлоуном. Позднее Мэлоун передумал и заявил, что считает трактат подделкой. Хотя документ с тех пор был утрачен, Энтони Холден пишет, что словесная составляющая трактата, о котором сообщил Мэлоун, связана с завещанием, написанным Карло Борромео и распространенным в Англии Эдмундом Кампионом, копии которого всё ещё существуют на итальянском и английском языках. Другое исследование, впрочем, говорит о том, что завещание Борромео — это артефакт XVII в. (самое раннее датировано 1638 г.), и он не был напечатан для миссионерской работы и никогда не мог находиться во владении Джона Шекспира.
Мать Шекспира, Мэри Арден, была членом заметной и непреклонно католической семьи из Уорикшира. В 1606 году дочь Шекспира Сюзанна числилась одной из жителей Стратфорда, не принявших англиканское Святое Причастие на Пасху, что может свидетельствовать о её симпатиях к католикам. Однако это может быть также и признаком пуританских симпатий; по некоторым утверждениям, Сюзанна была христианкой пуританского толка.

## Школьное образование Шекспира
Четверо из шести учителей в Королевской Новой школе в Стратфорде были сторонниками католиков, а Саймон Хант, который, возможно, был одним из учителей Шекспира, позже стал священником-иезуитом. Томас Дженкинс, сменивший Ханта на посту учителя гимназии, был учеником Эдмунда Кампиона в колледже Святого Иоанна в Оксфорде. Преемник Дженкинса в гимназии в 1579 г., Джон Коттэм, был братом священника-иезуита Томаса Коттэма.
«Потерянные годы» (1585—1592)
Джон Обри в 1693 г. сообщил, что Шекспир был сельским школьным учителем, этот рассказ был дополнен в XX в. теорией о том, что его работодателем мог быть Александр Хогтон из Ланкашира, видный католический землевладелец, оставивший деньги в его завещание некоему «Уильяму Шейкшафту» (William Shakeshafte), сославшись на театральные костюмы и атрибутику. Дедушка Шекспира Ричард тоже некогда использовал имя Шейкшафта. Питер Акройд добавляет, что изучение пометок на полях в семейном экземпляре Хогтоновских «Хроник» Эдварда Холла, важном источнике ранних историй Шекспира, «указывает на вероятность того, что Шекспир и [их] комментатор были одним и тем же человеком, но никак образом не доказывает это».

## Католические симпатии

### Возможная католическая свадьба
Брак Шекспира с Энн Хатауэй в 1582 г., возможно, был заключён Джоном Фритом в городке Темпл-Графтон в нескольких милях от Стратфорда. В 1586 г. Фрит, внешне поддерживавший протестантизм, сделался католическим священником. Некоторые предполагают, что Шекспир женился в Темпл-Графтоне, а не в англиканской церкви в Стратфорде, чтобы его свадебный обряд был совершён как католическое таинство. Считалось, что он поторопился с церемонией бракосочетания, так как Анна была уже на третьем месяце беременности.

### Исторические источники
В 1611 г. историк Джон Спид заявил о связях Шекспира с католицизмом, обвинив его в том, что в Генрихе IV он высмеял лоллардского (или протопротестантского) мученика Джона Олдкасла (сначала изображённого Шекспиром под настоящим именем своего персонажа, а затем уже под псевдонимом Джон Фальстаф после жалоб от потомков Олдкасла); Спид связывал драматурга с иезуитом Робертом Парсонсом, совместно описывая их как «паписта и его поэта» («the Papist and his poet»). Современные критики объясняют этот образ другими мотивами: история Олдкасла была популярна, и пересказ её с «папистской» точки зрения (признавая, что, возможно, это была точка зрения, с которой Шекспир уже имел некоторую близость) был эффективным и привычным способом донести её до своей аудитории. Однако прямое объяснение исходит из исторических фактов в современных пересказах того времени; Принц Генрих бросил своего дорогого друга Олдкасла на произвол судьбы после того, как тому не удалось убедить упрямого старого рыцаря отречься, когда тот был заключен в тюрьму за лоллардизм.
Архидиакон Ричард Дэвис (Richard Davies), англиканский священнослужитель XVIII в., писал о Шекспире: «он умер папистом» («He dyed a Papyst»). В Католической энциклопедии (1912 г.) говорится, что «Дэвис, англиканский священник, совершенно не мог иметь никаких мотивов для искажения сути дела в этих частных заметках, и, поскольку он жил в соседнем графстве Глостершир, он мог лишь повторять местные слухи», но заключает, что комментарий Дэвиса «ни в коем случае не является невероятным, но, очевидно, было бы глупо слишком сильно доверять неподдающимся проверке слухам такого рода».
Вслед за Э. К. Чемберсом и Яном Уилсоном Джозеф Пирс утверждает, что одним из наиболее убедительных доказательств является покупка Шекспиром места, которое находилось в руках католиков со времён Реформации и было печально известно своими иезуитскими заговорами, местами для сокрытия беглецов, а также тайной католической деятельностью в Лондоне — Блэкфрайерс Гейтхаус). В том же году, когда некий Джон Робинсон называется арендатором Шекспира, брат Робинсона Эдвард поступает в семинарию при Английском колледже в Риме; Шекспир позаботился о том, чтобы арендатор Робинсон остался в доме. Дочь Шекспира Сюзанна, унаследовавшая дом, продолжала сдавать его Робинсону до 1638 г. Шёнбаум, впрочем, приписывает покупке чисто фискальный мотив: в результате изучения сложных финансовых механизмов, связанных со сделкой, он заключает, что это была «инвестиция в чистом виде» .

### Текстовые доказательства
Всё большее число учёных обращаются к свидетельствам из произведений Шекспира, вроде студенчества молодого Гамлета в Виттенберге, наряду с тем, что призрак старого Гамлета находится в чистилище, что свидетельствует о католическом мировоззрении, однако эти предположения могут быть противоречивы: Виттенбергский университет был интеллектуальным центром протестантской Реформации, и весь «Гамлет» может быть прочитан как наполненный загадочными аллюзиями на протестантскую Реформацию. Иные указания обнаруживаются в сочувственном взгляде на религиозную жизнь, что видно во фразе «трижды благословенный» («thrice blessed»), схоластическом богословии «Феникса и черепахи», в сочувственных аллюзиях на английского иезуита Эдмунда Кампиона в «Двенадцатой ночи» и многих других примерах.
Не так давно было высказано предположение, что Шекспир просто заигрывал с английской католической традицией, а не был католиком на самом деле, и использовал символический характер католической церемонии для украшения своего театра. Литературовед Дэвид Дэниелл приходит к аналогичному выводу, но с противоположной стороны: будучи добрым протестантом, Шекспир использовал в произведениях множество библейских аллюзий и цитат, но только потому, что его аудитория, хорошо знавшая Библию на английском языке, могла быстро воспринять смысл. Однако Дэвид Борегард отмечает, что пьесы перекликаются как с протестантскими, так и католическими переводами Библии, насчитывая примерно 40 словесных соответствий Rheims New Testament 1582 г., а также они противоречат елизаветинским книгам проповедей по крайней мере по 10 богословским темам, например, о чистилище, о молитвах за умерших, индульгенциях, паломничествах, заслугах, устной исповеди и сатисфакциях. Шёнбаум подозревает некоторые католические симпатии у Шекспира и его семьи, но считает самого писателя не слишком набожным человеком с сугубо мирскими мотивами: «…художник берёт верх над молитвенником».
Литературовед и отец-иезуит Питер Милвард и писательница Клэр Асквит пишут, что в произведениях Шекспира обнаруживаются симпатии к католикам. Асквит считала, что Шекспир использует слова типа «высокий» (high) по отношению к католическим персонажам и «низкий» (low) по отношению к протестантам (эти термины относятся к их алтарям), а также «светлый» (light) или «прекрасный» (fair) по отношению к католикам и «темный» (dark) по отношению к протестантский, это отсылки к определённому церковному облачению. Асквит также обнаруживает в творчестве Шекспира использование простого кода, использовавшегося иезуитским подпольем в Англии, который принимал форму купеческой терминологии, где священники были «торговцами» (merchants), а души — «драгоценными камнями» (jewels), а искавшие оных были «кредиторами» (creditors), а Тайбернскую виселицу, где умирали участники подполья, называли «местом большой торговли» (the place of much trading). Подполье иезуитов использовало такие коды, поэтому их переписка и походила на безобидные торговые письма, и Асквит полагает, что Шекспир также использовал этот код. Однако выводы Асквит подверглись серьёзной критике, а доказательства наличия скрытого кода были признаны «сомнительными». По словам профессора Джеффри Кнаппа, работы учёных типа Питера Милварда, считающих, что «самое глубокое вдохновение в пьесах Шекспира имеет одновременно религиозный и христианский характер», оказали «мало влияния на недавние исследования Шекспира». Джон Финнис и Патрик Мартин недавно утверждали, что католическая мученица Анна Лайн является тем самым фениксом из Феникса и Черепахи, а её муж Роджер — той самой черепахой. Вместе с Асквит они убеждены в том, что «самая громкая птица» (bird of loudest lay) в стихотворении представляет композитора Уильяма Бёрда, а ворона — иезуита Генри Гарнета.

### Пересмотр старых пьес
Хотя Шекспир обычно адаптировал уже существующие сюжеты, как правило, мифы или произведения на другом языке, Джозеф Пирс утверждает, что «Король Иоанн», «Король Лир» и «Гамлет» были совершенно новыми произведениями, сочинёнными на английском языке и с антикатолическим уклоном, и что версии Шекспира кажутся скорее опровержениями первоисточников. Пирс считает, что иначе он не стал бы «изобретать велосипед», возвращаясь к недавно сочинённым английским пьесам. Питер Милвард входит в число придерживающихся мнения о том, что Шекспир опроверг недавние английские «антипапистские» произведения. Опять-таки, Дэвид Борегард указывает, что в итальянском источнике «Меры за меру» светская героиня соблазнена и в конце концов выходит замуж, однако Шекспир пересматривает свой образ, так что Изабелла становится послушницей Бедной Клэр, сохраняющей девственность и не выходящей замуж. С другой стороны, Джонатан Бейт описывает процесс превращения Леира в Лира как замену «внешних атрибутов христианства» языческим местом действия. Он добавляет, что дьяволы, преследующие «Бедного Тома» в версии Шекспира, имеют те же самые имена, что и злые духи в книге Сэмюэля Харснетта, впоследствии архиепископа Йоркского, в которой осуждается «фальшивая» католическая практика изгнания нечистой силы.

### Надписи в Venerable English College
Имена «Arthurus Stratfordus Wigomniensis» и «Gulielmus Clerkue Stratfordiensis» встречаются среди граффити в Venerable English College, семинарии в Риме, которая долгое время готовила католическое духовенство для служения в Великобритании. Учёные полагают, что эти имена могут быть также связаны и с Шекспиром, который предположительно дважды посетил город Рим.
Один критик заявляет, что «нельзя говорить о консенсусе среди шекспироведов по этому вопросу, хотя всё труднее поддерживать нежелание некоторых признать возможность католицизма в семье Шекспира». Другие исследования ученых-иезуитов решительно опровергают это предположение.

## Протестантизм
В 1843 году сэр Фредерик Бейлби Уотсон и Фредерик Дэн Хантингтон опубликовали религиозные фрагменты шекспировских текстов под названием «Религиозные и нравственные сентенции, взятые из произведений Шекспира, в сопоставлении с благочестивыми отрывками, взятыми из Священного Писания». В этом сочинении, в отличие от католических исследований, авторы занимались поиском протестантских и библейских аллюзий в произведениях писателя. По словам Уотсона, это было достигнуто «путём доказательства на примере сочинений Шекспира того, что он жил и умер как истинный протестант», путём сбора «предполагаемых доказательств того, что постулаты исповедуемой им религии не были римско-католическими убеждениями».
Спустя столетие шекспировский редактор и историк А. Л. Роуз сочинил биографию Шекспира, где точно так же твердо утверждал, что писатель был не тайным католиком, но протестантом: «Он был ортодоксом, утверждённым членом Церкви, в которую он вступил, в которой крестился, воспитывался и женился, в которой воспитывались его дети и в чьих дланях он в конце концов и был похоронен». Шекспир также стал крестным родителем Уильяма Уокера в англиканской церкви, и не обделил своего крестника в завещании двадцатью шиллингами.
Роуз определяет антикатолические настроения в сонете 124, обращаясь к «the fools of time» в последних строках этого сонета: «И этому ты, временщик, свидетель, / Чья жизнь — порок, а гибель — добродетель» (пер. С. Маршака) ("«To this I witness call the fools of time, which die for goodness who have lived for crime»). Эти слова относятся ко многим иезуитам, казнённым за измену в 1594—1595 гг. В связи с этим Джон Клаус из Университета Хофстра соглашается с тем, что Шекспир имел в виду под «временщиками» в сонете казнённых иезуитов, но утверждает, что, ссылаясь на «Послание утешения» (Epistle of Comfort) казнённого иезуита Роберта Саутвелла и его прославление мученичество, поэт сочувствует им. Клаузе утверждает, что влияние Саутвелла также прослеживается и в Тите Андронике. Более поздняя оценка считает интерпретацию Клаузе «противоречащей самым последним тенденциям».
Несмотря на идентификацию Пирсом (выше) шекспировского Короля Иоанна как переработки «Беспокойного царствования короля Иоанна», сочинённой для опровержения собственных антикатолических наклонностей, убедительные примеры протестантских симпатий, навроде осуждения Папы «недостойным и нелепым… итальянским священником», «узурпировавшего власть», остаются в тексте.
Дэвид Кастан из Йельского университета не видит непоследовательности в том, что протестантский драматург высмеивает мученика Олдкасла в пьесе «Генрих IV» (вверху): современная аудитория сочла бы неблагоприятное изображение Шекспиром доказательством его протестантизма, так как лоллардизм рыцаря в те времена отождествлялся с пуританством, которое к тому времени ненавидели за подрыв государственной религии.
Стивен Гринблатт признаёт условность того, что «equivocator», подходящий к вратам ада в речи привратника в "Макбете" — отсылка к отцу-иезуиту Генри Гарнету, казнённому в 1606 году. Он утверждает, что Шекспир, вероятно, включил этот намёк из-за актуальности, полагая, что его аудитория знала про памфлет Гарнета об уклончивости (equivocation), а не думала о каком-либо скрытом сочувствии к этому человеку или к его делу — действительно, портрет не вызывает сочувствия. Литературный редактор епископ Уорбертон заявил, что в представлении якобинских театралов политика двусмысленности, принятая в качестве официальной доктрины иезуитов, была бы прямым напоминанием о католической измене в «Пороховом заговоре». Шекспир, возможно, также знал о концепции «двусмысленности», возникшей в трактате 1583 г. главного советника королевы Елизаветы лорда Бёрли, и «Доктрине двусмысленности» 1584 г. испанского прелата Мартина Аспилкуэта, которая была распространена в Европе и в Англии в 1590е гг.
Возможно, самая прямая отсылка Шекспира к современным религиозным проблемам связана с рождением королевы Елизаветы в Генрихе VIII, во время правления которого, как предсказывает персонаж архиепископ Кранмер, архитектор Реформации, «Будет истинно познан Бог» (God shall be truly known). Однако рассматриваемые слова обычно приписываются Флетчеру, а не Шекспиру непосредственно.
Одна точка зрения состоит в том, что сделать вывод об определённом англиканстве Шекспира, — означает неправильно понять религиозные обстоятельства того времени, ведь слово «англиканство» не существовало и почти два десятилетия после смерти Барда, а современные историки не признавали за англиканством чёткой организации или религиозной идентичности при жизни Шекспира. В том же духе Морис Хант, Жан-Кристоф Майер и другие писали о синкретической или гибридной вере Шекспира, в каком-то смысле одновременно католической и протестантской. Энтони Наттолл утверждает, что творчество Шекспира не поддаётся определению точного религиозного влияния, потому что разносторонний и беспокойный ум Шекспира заигрывал со многими идеями, попеременно продвигая или оспаривая предположения на протяжении всей пьесы; в «Мере за меру» Натталл находит свидетельства экспериментов с еретическим гностическим богословием. Однако Эймон Даффи отмечает, что, хотя большинство людей эпохи Тюдоров нередко путались и не были уверены, соглашаясь на компромисс и приспособленчество, но «религиозное разнообразие не было понятием, с которым можно было бы заигрывать в Тюдоровской Англии… Ритуальное и доктринальное разнообразие было злом, аспектом социальной и религиозной разобщённости».
Среди других учёных, искавших протестантскую риторику в произведениях Шекспира, были Морис Хант (Бэйлорский университет), Э. Беатрис Бэтсон (Уитон-колледж), и Джозеф Уильям Стерретт (Орхусский университет), последний из которых настаивает на том, что Шекспир в своих произведениях поощрял религиозную терпимость. Исследователи Шекспира навроде Эрика Сэмса и Роберта Миола не согласны с традиционной позицией, согласно которой Шекспир являлся членом англиканской церкви.

### Завещание Шекспира
Бейлби Уотсон (1843 г.) (Beilby Watson), а также Джон Доннан Контрмайн (1906 г.) (John Donnan Countermine) утверждали, что религиозные убеждения Шекспира можно изучать с учётом его завещания, в котором говорится:

Во имя Господа, аминь. Я, Уильям Шекспир.., в совершенном здравии и твердой памяти, хвала Господу, составляю и предписываю эту мою последнюю волю и завещание следующим образом и видом. То есть, во-первых, я вверяю свою душу в руки Бога, моего Создателя, надеясь и твердо веря, что единственно благодаря заслугам Иисуса Христа, моего Спасителя, я сделаюсь причастником жизни вечной, а мое тело будет предано земле, из которой оно и создано.
— Последняя воля и завещание Шекспира, 25 марта 1616 г.
По мнению Дэвида Кастана, «это максимально близко к исповеданию веры [Шекспира] и вполне может быть воспринято [некоторыми людьми] как убедительное доказательство». Э.Л. Роуз, к примеру, настаивал на том, что слова в завещании Шекспира демонстрируют конформистскую позицию по отношению к протестантской религии. Кастан обсуждает, что фраза «единственно благодаря заслугам Иисуса Христа» может восприниматься как отсылка к учению solus Christus, но в то же время он утверждает, что это выражение «могло сделаться всего-навсего условным к 1616 г. и иметь малое или и вовсе не иметь никакого богословского смысла». Таким образом, он утверждает, что едва ли это можно считать окончательным доказательством для определения религиозной принадлежности Шекспира, поскольку такая преамбула в ту эпоху была формульной.
Ученый Пак Хонан в книге «Шекспир, жизнь» (англ. Shakespeare, A Life, 1998) соглашается с мнением о том, что библейские ссылки Шекспира по существу носят конформистский характер, указывая на использование Епископской Библии в пьесах и на религиозную деятельность в протестантских кругах. Однако критики говорят, что посещение церкви не может считаться окончательным доказательством, ибо посещение протестантских церквей в ту эпоху было обязательным. Следовательно, Каллаган заключает, что «мы можем и не знать точно, был ли Шекспир католиком, но важно и то, что мы не знаем, был ли он убеждённым протестантом».

## Атеизм
Христианство Шекспира не является общепризнанным фактом. Уильям Джон Берч в 1848 г. предположил, что Шекспир мог быть и атеистом, если основываться на толковании выраженных в произведениях идей. Однако его теория не была принята другими учёными-шекспироведами, и его современник Х. Х. Фернесс отверг её как «редкую материю извращённой изобретательности» («rare tissue of perverted ingenuity»). Ряд доказательств в поддержку этого тезиса был предложены печально известным фальсификатором исторических документов Джоном Пейном Коллиером, изучившим записи в Саутваркском соборе и обнаружившем, что Шекспир, единственный среди своих коллег-актеров «Глобуса», не был прихожанином. Джозеф Пирс тоже находит объяснение в рекузанстве, но не говорит об атеизме. Пирс, правда, путает находку Collier с его же более ранней книгой: The history of English dramatic poetry to the time of Shakespeare (1831), OCLC 558809. Герберт Терстон в издании Католической энциклопедии в 1912 г. ставил под сомнение не только католицизм Шекспира, но и размышлял, не был ли Шекспир заражен атеизмом, который, как мы знаем из свидетельств таких противоположных по духу писателей, как Томас Нэш и Роберт Персонс, был распространён в культурных кругах елизаветинской эпохи.
В эссе 1947 г Джордж Оруэлл писал, что

Нравственность поздних трагедий Шекспира не религиозна в обычном смысле слова и, конечно, это не христианская мораль. Только две пьесы, «Гамлет» и «Отелло», предположительно происходят в рамках христианской эпохи, и даже в них, кроме выходок призрака в «Гамлете», отсутствуют указания на «грядущий мир» («next world»), где всё должно быть исправлено… . Мы мало что знаем о религиозных верованиях Шекспира, и на основании его сочинений было бы трудно доказать, что они у него были.
— Orwell, George. Lear, Tolstoy and the Fool (1947).
Русский шекспировед Вадим Николаев заявил, что «Шекспир выдвигал антицерковные идеи и не считал самоубийство грехом», что он «умело избегал конфликтов с цензурой». Николаев представил эти теории в 2008 г. на международной конференции; что вызвало острую дискуссию, и большинство участников не согласились с ним.

## Язычество
Как мухам дети в шутку,
Нам боги любят крылья обрывать.
— Глостер в «Короле Лире», Акт 4, сцена 1
Очень частые отсылки Шекспира к языческим богам и представлениям, например, о Гименее в «Как вам это понравится», не являются отражением его собственной веры, но необходимым приёмом для выведения божества на сцене, где христианские фигуры были, в отличие от представлений мистерий прежних времён, запрещены. Некоторые банальные христианские аллюзии, не связанные с физическим проявлением религии, в изданиях ин-кварто исторического цикла были заменены безобидными ссылками на языческих богов, когда появилось Первое фолио.

## Отношение к исламу
Взгляды Шекспира на ислам были охарактеризованы в The Economist как «сложные» и «многогранные»; Шекспир «опередил своё время в плане чувствительности к исламскому миру и его обитателям». Согласно заключению профессора Мэтью Диммока (Matthew Dimmock), изображение Шекспиром ислама и мусульман «отрицало либо библейское соответствие, либо религиозную согласованность, воплощённую в воинственно агрессивных мужчинах» («denied either scriptural congruence or religious coherence, embodied in the martially aggressive male»). В произведениях Шекспира было несколько мусульманских персонажей, среди которых Аарон Мавр в «Тите Андронике» (хотя действие пьесы и происходит в Древнем Риме за несколько веков до того, как Пророк основал ислам), принц Марокко в «Венецианском купце» и Отелло в одноимённой пьесе. Говорят, что эти труды были вдохновлены рядом мавританских делегаций из Марокко в елизаветинскую Англию около 1600 г., напр., делегация Абд эль-Уахеда бен Мессауда. Шекспир также делает одну явную ссылку на Мухаммеда в «Генрихе VI».